# Brouville
Brouville település Franciaországban, Meurthe-et-Moselle megyében. Lakosainak száma 121 fő (2022. január 1.). Brouville Azerailles, Gélacourt, Hablainville, Merviller, Reherrey és Vaxainville községekkel határos.

## Népesség
A település népességének változása:
| Lakosok száma | 144  | 120  | 109  | 126  | 130  | 133  | 132  | 129  | 128  | 121  |
|               | 1968 | 1982 | 1990 | 2006 | 2013 | 2015 | 2017 | 2019 | 2020 | 2022 |